# Colbury
Colbury är en by i civil parish Ashurst and Colbury, i distriktet New Forest, i grevskapet Hampshire, i England. Byn är belägen 8 km från Southampton. Colbury var en civil parish från 1894 till 1934 då den blev en del av Eling och Denny Lodge. Civil parish hade 1 247 invånare år 1931.